# アイシテル (MONKEY MAJIKの曲)
「アイシテル」は、日本のポップ・ロックバンド、MONKEY MAJIKの11thシングル。2009年6月10日に発売された。

## 概要
- 前作に引き続きドラマ主題歌となり、ドラマタイアップは3度目となる。ドラマの原作を読んでから創った楽曲。
- 今回はメンバーを模したマリオネットが登場するウエーブゲームがプレイできる特設サイトをオープンさせた。
- ジャケットからミュージックビデオ、ウエーブゲームまで全体のビジュアルプロデュースは丹下紘希と彼が率いる制作集団・YELLOW BRAINが手がけた。
- ドラマのエンディングで使用されているものは、収録されているものと一部歌詞が異なっている。

## 収録曲
1. アイシテル
  - 作詞：Maynard、Blaise、tax／作曲：Maynard、Blaise
  - 日本テレビ系ドラマ「アイシテル〜海容〜」主題歌。
2. robots inc.
  - 作詞・作曲：Maynard、Blaise
3. アイシテル -DJ Mitsu the Beats remix-